# Nicolas-Charles de Saulx-Tavannes
Nicolas-Charles de Saulx-Tavannes (ur. we wrześniu 1690 w Paryżu, zm. 10 marca 1759 tamże) – francuski duchowny katolicki, kardynał, arcybiskup Rouen, wielki jałmużnik Francji.

## Życiorys
Pochodził z arystokratycznego rodu. 24 września 1721 został wybrany biskupem Châlons-sur-Marne. Sakrę biskupią otrzymał 9 listopada 1721 w Paryżu z rąk biskupa André Hercule’a de Fleury’ego (współkonsekratorami byli biskupi César Le Blanc i François-Honoré de Maniban). 18 grudnia 1733 objął stolicę metropolitalną Rouen, na której pozostał już do śmierci. 5 kwietnia 1756 Benedykt XIV wyniósł go do godności kardynalskiej. Nie brał udziału w konklawe wybierającym Klemensa XIII.